# Los conciertos
Los conciertos è un box di 6 DVD, che raccoglie sei concerti del cantante spagnolo Miguel Bosé, tratti da altrettanti tour, da lui realizzati tra il 1990 e il 2005, e già pubblicati in videocassetta o su altri supporti. In ordine cronologico: il primo live è quello noto come Directo '90, testimoniato dall'omonimo disco dal vivo, uscito in Spagna, nel 1990, subito dopo la pubblicazione dell'album in spagnolo Los chicos no lloran, e pubblicato anche in Francia, semplicemente come Directo (che significa appunto "dal vivo" in spagnolo); il secondo è tratto dalla tournée del '93/'94 (in concomitanza con la sua rinascita musicale italiana e con la relativa vittoria al Festivalbar con la canzone Se tu non torni e con l'album Sotto il segno di Caino), ed è uscito in due edizioni dai titoli leggermente diversi, Bajo el signo de Caín... Tour '93/'94 e Bajo el signo de Caín en concierto; sul finire del decennio si colloca invece GiraDos en concierto, tour realizzato con Ana Torroja, la ex cantante del gruppo spagnolo dei Mecano, di cui viene pubblicato anche il relativo doppio album; il live di Sereno en concierto si riferisce invece all'album del 2001, Sereno; infine, gli ultimi due show dal vivo, Por vos muero en concierto e Velvetina en concierto, ripropongono esibizioni live dagli ultimi due album di studio di Bosé, Por vos muero, splendido capolavoro, curato nei minimi dettagli, per quanto riguarda suoni, arrangiamenti ed interpretazioni, e Velvetina, interessante esperimento crossover multilingue, rispettivamente del 2004 e del 2005.

## Directo '90 (1990)
1. Senza di te
2. Nena
3. Salamandra
4. Si te cuentan que caí
5. Como un lobo
6. Amante bandido
7. Sevilla
8. Los chicos no lloran
9. Bambú
10. Aire soy
11. Manos vacías
12. Te amaré
13. Hojas secas
14. Duende
15. Partisano
16. Nunca pasa nada
17. Aquel sendero

## Bajo el signo de Caín... Tour '93/'94 - Bajo el signo de Caín en concierto (1993-94)
1. Introducción
2. Nena
3. Te comería el corazón
4. Manos vacías
5. Imagínate que te quiero
6. Bajo el signo de Caín
7. Sol forastero
8. Si tú no vuelves
9. Nada particular
10. Te amaré
11. Amante bandido
12. Sevilla

## GiraDos en concierto (con Ana Torroja) (1998)
1. Intro Girados
2. Un año mas (Ana)
3. Hoy no me puedo levantar (Ana)
4. Como sueñan las sirenas (Ana)
5. Salamandra (Miguel)
6. Bambú (Miguel)
7. Nena (Miguel)
8. Muro (Miguel)
9. Mujer contra mujer (Ana)
10. Ya no te quiero (Ana)
11. Dulce pesadilla (Ana)
12. Hacer por hacer (Miguel)
13. Si tú no vuelves (Miguel)
14. Siete de septiembre (Ana)
15. Duende (Miguel)
16. Barco a Venus (Ana)
17. A contratiempo (Ana)
18. Sol forastero (Miguel)
19. Nada particular (Miguel)
20. La belleza (Miguel)
21. Hijo de la luna (Ana)
22. Amante bandido '99 (Miguel)
23. Diosa del cobre (Ana)
24. Corazones (Ana e Miguel)

## Sereno en concierto (2001)
1. Introducción
2. Mirarte
3. Bambú
4. Te comería el corazón
5. El hijo del capitan trueño
6. Nada particular
7. Partisano
8. Te digo amor
9. Si tú no vuelves
10. A millones de KM de aquí
11. Nena
12. Puede que
13. Gulliver
14. Amante bandido
15. Morenamía
16. Creo en ti
17. Te amaré
18. Sereno

## Por vos muero en concierto (2004)
1. La mer
2. Muro
3. Levántate y ólvida
4. Amiga
5. A una dama
6. Mentira Salomé
7. El ilusionista
8. Nada particular
9. La belleza
10. Amiga
11. Si tú no vuelves
12. Vagabundo
13. Ólvidame tú
14. Mirarte
15. Sevilla
16. Te amaré
17. Partisano

## Velvetina en concierto (2005)
1. Tu mano dirá
2. Ójala ojalá
3. Gulliver
4. Mirarte
5. La tropa del rey
6. Mientras respire
7. Hey Max
8. El hijo del capitan trueño
9. Bambú
10. Morenamía
11. Si tú no vuelves
12. Nena
13. Te comería el corazón
14. Ólvidame tú
15. Nada particular
16. Amante bandido
17. Ella dijo no
18. Te amaré